# Oxytropis immersa
Oxytropis immersa là một loài thực vật có hoa trong họ Đậu. Loài này được (Baker) B.Fedtsch. miêu tả khoa học đầu tiên.